# 브래지어

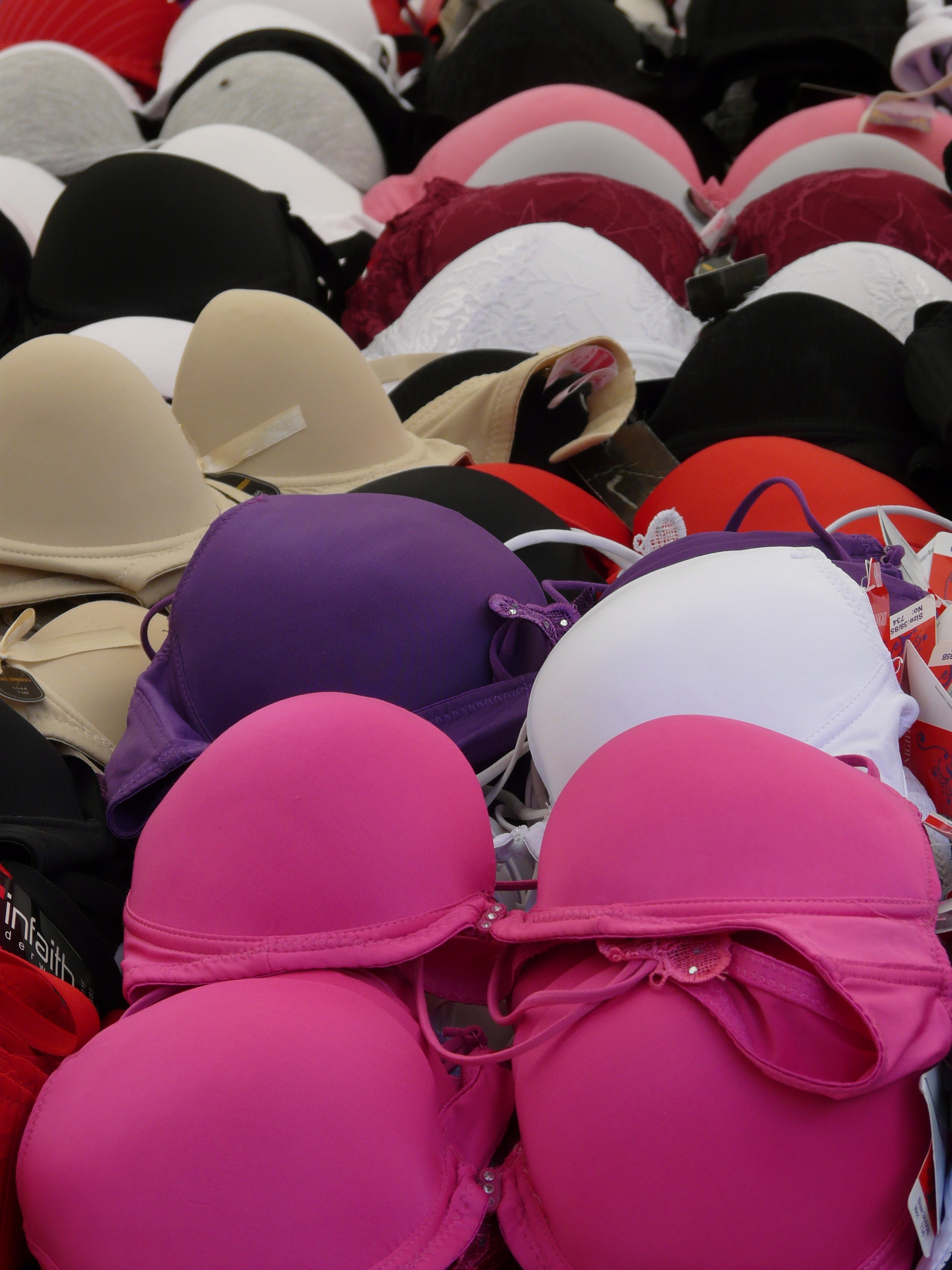
전시된 브래지어들

브래지어(영어: brassiere, brassière) 또는 단순히 브라(영어: bra)는 유방을 가리고 지탱해 주며 가슴 모양을 내기 위하여 입는 여성용 속옷의 한 형태이다. 일본어 발음을 차용한 브라자(일본어: ブラジャー)라고도 한다. 브래지어는 19세기말 이전까지 유방을 받쳐주는 방법으로서 널리 사용되던 코르셋을 대체하였다.
오늘날에는 다양한 브래지어가 제조되고 있으며, 취향과 필요에 따라 선택할 수 있다. 외부로 보이는 유방의 모양과 크기를 조절할 수 있고, 활동시 고정할 수 있으며, 가슴골의 모양을 향상시킬 수 있다. 젖꼭지를 감추기 위해, 처지는 것을 극복하기 위해, 일부를 보완하거나 수유를 용이하게 하기 위해 사용하기도 한다. 일터와 같은 특정 환경에서 고용주는 여성이 브래지어를 착용하도록 요구할 수 있다. 거의 대부분의 서구 국가들에서 거의 대부분의 여성들이 브래지어를 착용하지만, 일부는 건강이나 편안함 등을 이유로 착용하지 않기도 한다. 별도의 브래지어를 착용할 필요성을 완화하기 위해 캐미솔, 탱크톱, 백리스 드레스와 같은 일부 의복에 유방을 받치는 기능이 포함되기도 한다.
대부분의 브래지어는 꼭 맞게, 유방이 처져있을 때 들어올려 주고, 움직이지 않게 만들어진다. 브래지어의 디자이너들과 제작사들은 초기에는 순수하게 기능적인 브래지어를 만들어냈으나, 점차 디자인을 향상시키기 위한 요소들을 추가하여, 오늘날에는 기능성에서 패션으로 크게 이동해 있다. 제조사의 기준과 크기는 매우 다양하여, 여성이 자신의 몸에 맞는 브래지어를 찾기 어렵다. 브래지어의 측정 과정은 서로 충돌을 일으킨다. 전문 브래지어 맞춤 기술자들도 같은 여성의 정확한 크기에 동의하지 않는다. 여성의 유방은 크기와 모양이 다양하다. 대부분은 어느 정도 비대칭적이며, 달마다 월경 주기, 임신, 체중 증감에 따라 달라질 수 있다. 결과적으로, 여성의 75 ~ 85%는 크기가 맞지 않는 브래지어를 착용한다.
브래지어는 원래의 의미를 넘어 에로틱한 의미를 갖는 의복, 정치·문화적인 중요성을 갖는 여성의 상징이 되었다. 일부 여성주의자들은 브래지어를 여성의 신체에 대한 억압의 상징으로 여긴다. 문화적으로, 여자 아이가 첫 번째 브래지어를 착용하는 것은 통과 의례로 보일 수 있으며, 성년의 상징으로 보이기도 한다.

## 어원
한국어(대한민국 표준어) "브래지어"는 영어 brassiere에서 받아들인 것이며, 일본화된 발음인 "브라자"가 입말에서 쓰이는 사례를 보아, 서구식 의복문화가 들어온 개화기~일제강점기 시절에 들어온 것으로 보인다. 영어에서 brassiere란 단어가 지금의 뜻을 얻고 쓰이게 된 것은 그리 오래된 일이 아니다. 이 단어는 1893년에 영어에서 처음 쓰이기 시작했고 의류업자들은 1904년에, 보그잡지는 1907년에 각각 쓰기 시작하여 1914년에는 옥스포드 영어 사전에 실릴 정도로 정착되었다. 1930년에는 준말인 브라가 자주 쓰이기 시작했다. 브래지어가 여성의 젖가슴에 받쳐 입는 속옷의 뜻으로 쓰인 것은 원뜻에 비춰보면 은유적 용법에서 생긴 것이다. 영어 brassiere는 스펠링을 보아도 알 수 있듯이 프랑스어에서 받아들인 낱말로 프랑스어 brassière는 어린이의 속옷이나 어깨걸이(어깨에 걸어 물건을 고정하는 끈)끈 등의 뜻으로 쓰였다. 시대를 좀 더 거슬러 올라가면 옛 프랑스어 bracière란 최초어원에 다다르는데, 이 단어는 군인이 싸울 때 몸의 보호를 목적으로 하는 팔 보호대를 가리키는 단어였다.(프랑스어로 bra는 팔을 뜻한다.) 이것이 그 뒤에 군대의 가슴보호갑주,그리고 비슷한 꼴인 여성 코르셋을 가리키는 뜻으로 뜻이 바뀌게 되었다. 현대 프랑스어에서는 soutien-gorge라는 다른 표현을 쓰며, soutien은 목, gorge는 거는 것으로 목걸개 정도의 뜻이 된다. 프랑스어권 가운데서 영어화자와의 접촉이 잦고 영향을 많이 받는 프랑스계 캐나다인들은 두 단어를 모두 사용한다.

## 같이 보기
- 비키니
- 란제리
- 스포츠브라
- 코르셋
- 유방